# 東華三院何玉清教育心理服務中心
東華三院何玉清教育心理服務中心是東華三院轄下為有特殊教育需要的學童提供臨床心理支援的社會服務機構。「東華三院教育心理服務中心」成立於2010年，及後於2012年正式命名為「東華三院何玉清教育心理服務中心」，以答謝東華董事局及善長何玉清女士的捐助，並於2013年3月23日邀得教育局副局長楊潤雄太平紳士親臨主禮開幕儀式。

## 服務
服務中心由一支跨專業的人士組成團隊主理，成員包括教育心理學家、臨床心理學家及社工，為香港的中小學生提供校本教育心理服務，並為家長、教師、專業人士及公眾人士提供全面資訊及支援服務，照顧學童在學習上的心理需要。香港推行融合教育達十多年，目的是令有心理障礙如自閉症、過度活躍症的學童可在正常的學校學習，但另一方面被教育局及衞生署評定為有特殊教育需要的學童，人數卻有上升趨勢，而教育心理服務中心就是要支援這類有特殊心理服務需要的學童。